# NGC 1155
NGC 1155 este o galaxie lenticulară situată în constelația Eridanul. A fost descoperită în 15 decembrie 1876 de către Édouard Stephan⁠(d). Se află la o distanță de 60,88 de megaparseci de Pământ.